# St. Laurentius (Bobenheim)
Die Kirche St. Laurentius in Bobenheim wurde 1897/1898 vom Architekten Ludwig Becker aus Mainz entworfen und ab 1898 erbaut. Sie verfügt über 404 Sitzplätze.

## Geschichte und Ausstattung
Von 1982 bis 1983 wurde die Kirche umfassend renoviert und erhielt dabei eine neue Orgel, die von der Orgelbaufirma Mayer gefertigt wurde. 2009 wurde das Äußere der Kirche renoviert; hierbei wurde die Sandsteinfassade gereinigt und das Dach saniert. In diesem Zusammenhang wurde auch der Wetterhahn restauriert.
Im Inneren der Kirche befinden sich ein bemalter Flügelaltar aus dem Jahre 1585, eine Statue des Hl. Mauritius sowie Holzreliefs der Kreuzwegstationen.

## Die Kirchenfenster von Emil Wachter
In die Kirche wurden während der Restaurierung in den 1960er Jahren Fenster eingebaut, die Emil Wachter, der auch als der „deutsche Chagall“ bezeichnet wird, künstlerisch gestaltete. Gefertigt wurden sie von Hubert Deininger, Werkstätte für Glasmalerei, in Ulm/Donau.
Beschreibung der Fenster auf der Ostseite von der Empore her:
1. Fenster
Matth. 6, 26:
"Schaut die Vögel des Himmels: sie säen nicht, sie ernten nicht, sie sammeln nicht in Scheunen – und euer himmlischer Vater ernährt sie. Seid ihr nicht viel mehr als sie?"
Ein Vogel, dessen Hilflosigkeit durch die kurzen Flügel besonders gekennzeichnet ist, sitzt vertrauend und froh in der Krone eines Baumes, umfangen von dem Blau des Himmels und umrankt von Früchten, Blättern und Blüten. In das Blau ist noch ein kleiner Vogel eingezeichnet, der, kaum dem Leben erwacht (Farbe der Morgenröte), ebenfalls erwartungsvoll aufschaut.
Unten sehen wir (in Weltraumperspektive) den Erdball: das graue, blutbefleckte Arbeitsfeld des Menschen. 
2. Fenster
Matth. 6, 28-29
"Und was seid ihr besorgt um die Kleidung? Betrachtet die Lilien des Feldes, wie sie wachsen: sie mühen sich nicht und spinnen nicht, aber ich sage euch, nicht einmal Salomon in all seiner Pracht war gekleidet wie eine von ihnen."
Wir sehen ein weites Ackerfeld, über dem Feldblumen in den verschiedensten Farben wachsen (grün, gelb, rosa, blau und rot).
Darüber der Wind und der blaue Himmel.
3. Fenster
Matth. 6, 30
"Wenn nun Gott das Gras des Feldes, das heute steht und morgen in den Ofen geworfen wird, so kleidet, wieviel mehr euch, ihr Kleingläubigen!" Die Blumen des Feldes vergehen. Wir sehen sie oben grünen und sogleich verdorren. Unten sehen wir sie noch blühen und zugleich verbrennen Die rote Blüte geht über in das Rot und Braun des Feuers und das Grau der Asche. Alles löst sich auf und zerfällt (vergleiche das untere Feld mit dem 10. Fenster).
4. Fenster
Matth. 7, 17
"Jeder gute Baum bringt gute Früchte."
Wir sehen einen prächtigen Baum über einem weiten Ackerfeld aufragen, beladen mit geheimnisvollen, köstlichen Früchten: rot, blau, golden. Bunte Vögel (blau – Vögel des Himmels – Kinder Gottes) haben ihre Heimstatt auf diesem Baum. Wir sehen zwei Nester mit Eiern darin. Unten stehen zwei Körbe voll von Früchten. Alles prangt von Leben, Fruchtbarkeit und Schönheit. Sinnbild des himmlischen Paradieses.
5. Fenster
Matth. 7, 19
"Jeder Baum der nicht gute Früchte bringt, wird umgehauen und ins Feuer geworfen."
Wie kahl und dürr, ohne Laub und ohne Früchte steht demgegenüber der schlechte Baum da. Reif zum Umhauen. Schon liegt die Axt bereit. Dieser Baum ist ein Bild des Menschen ohne Gott, im Düster der Sünde. Unheimlich, wie hilflos und verzweifelt er seine verdorrten Arme in die Nacht hinausstreckt. Von diesem flieht ein Vogel des Himmels (blau), während eine Fledermaus ihn gespenstisch umflattert.
Aber über aller Düsternis leuchten doch noch Farben der Buße und der Hoffnung auf (ganz oben, unten und seitlich zum Baum des Lebens hin).
Beschreibung der Fenster auf der Westseite vom Chorraum her:
6. Fenster
Matth. 5,14
„Eine Stadt, die auf dem Berge liegt, kann nicht verborgen bleiben.“
Wir sehen eine hochragende Stadt mit einer fast unübersehbaren Folge von Treppen, Aufgängen, Torbögen, Giebeln.
Es ist die „heilige Stadt, das neue Jerusalem, … die aus dem Himmel von Gott herniederkam, im Glanz der Herrlichkeit Gottes. Ihr Glanz glich einem über aus herrlichen Steine, kristallenem Jaspis“ (Offb. 21, 10). „Die Mauern sind mit allerlei Edelsteinen geschmückt“ (Offb. 21, 19): violett, blau, grün, weiß. Ein festliches rotes Band unterstreicht die Herrlichkeit dieser Stadt.
Von oben senkt sich eine dichte Wolke herab, während über allem die Sonne strahlt: ein Hinweis auf das Wort Christi: „Seid vollkommen, wie euer himmlischer Vater im Himmel vollkommen ist“ (Matth. 5, 48), „der seine Sonne aufgehen läßt über Böse und Gute und regnen läßt über Gerechte und Ungerechte“ (Matth. 5, 45).
7. Fenster
Matth. 13, 4-6
"Ein Sämann ging aus zu säen. Beim Säen fiel einiges auf den Weg, und die Vögel kamen und fraßen es."
Wie eine Schlange windet sich der Weg durch den Acker. Seltsame, unheimlich wirkende Vögel sind dabei, jedes Samenkorn, das auf den Weg fällt, aufzupicken.
"Anderes fiel auf steinigen Grund, wo es nicht viel Erde hatte; es ging wohl rasch auf, da es nicht tiefen Grund hatte, als aber die Sonne höher stieg, ward er versengt, und weil es keine Wurzel hatte, verdorrte es."
Wir sehen felsigen Boden, nur mit einer dünnen Humusschicht überzogen, auf der der Same nur spärlich aufgegangen ist und aufgesproßtes Grün schon wieder verdorrt.
8. Fenster
Matth. 13, 7-8
"Wieder anderes fiel unter die Dornen, und die Dornen wuchsen auf und erstickten es."
Wir sehen in der oberen Hälfte einen Streifen junger Pflanzen aufsprossen: grün (Hoffnung) und blau (Himmel). Aber unter dem Dornengestrüpp, das darüber gewachsen ist, müssen sie ersticken. Wieviele hoffnungsvolle Ansätze wurden schon "durch die Sorgen um das Zeitliche und durch den Trug des Reichtums" (Matth. 13, 22) abgewürgt.
"Anderes aber fiel auf guten Erdgrund und brachte Frucht, zum Teil hundertfach, zum Teil sechzigfach, zum Teil dreißigfach."
Wir sehen ein reifes Kornfeld (goldbraun). Mit gesammelter Kraft ist es emporgewachsen. Solche Frucht bring das Wort Gottes "bei dem, der es hört und innerlich erfaßt" (Matth. 13,23),
9. Fenster
Matth. 7,24-25
"Wer diese meine Worte hört und sie tut, wird einem klugen Manne gleichen, der sein Haus auf Felsen baute, Es strömte der Regen nieder, es kamen die Fluten, es bliesen die Winde und schlugen an jenes Haus – doch es fiel nicht ein; denn es stand auf dem Felsen
gegründet."
Auf einem steilen Felsenmassiv sehen wir ein hohes Gebäude wie eine Trutzburg aufragen, Heftiger Regen peitscht gegen das Haus, der Wind fährt um das Dach und eine gewaltige Flut umbrandet das Fundament. Es ist gleichsam die Hölle gegen dieses Haus losgelassen (grüner Streifen oben!). Aber das Haus hält stand,
10. Fenster
Matth. 7, 26-27
"Wer aber diese meine Worte hört und nicht danach handelt, wird einem törichten Manne gleichen, der sein Haus auf Sand baute, Es strömte der Regen nieder, es kamen die Fluten, es bliesen die Winde und schlugen an jenes Haus – da stürzte es ein, und sein Zusammenbruch war gewaltig." Ein greller Blitzstrahl fährt aus dem grünen Feld hernieder und eine gewaltige Sturzflut reißt das Haus mit sich in die Tiefe Wir sehen die Bausteine herabstürzen, schön geschliffen wie Kristalle, Offb. 18, 16: "Wehe, wehe, 0 Stadt, du große; in Linnen, Purpur und Scharlach gekleidet, prächtig geschmückt mit Gold, mit Edelsteinen und Perlen: in einer Stunde war all der Reichtum vernichtet!" 
Die drei Fenster im Altarraum
Das mittlere Fenster
Wir blicken in eine hohe Himmelshalle. Unten ein weiter Raum mit einer festlichen Tafel, die mit vielen Bändern und Farben und mit einem großen Blumenstrauß geziert ist. Alles ist Fest, Freude, Pracht und Geheimnis.
An den Festsaal schließen sich noch weitere Räumlichkeiten an, "Im Haus meines Vaters sind viele Wohnungen" (Joh. 14, 2), Oben ein Thron, Zeichen für Gott und Zeichen für unsere Auserwählung, Offb. 3, 21: "Wer siegt, den will ich bei mir auf meinem Throne sitzen lassen, so wie ich gesiegt habe und bei meinem Vater auf seinem Throne sitze," So spricht alles in geheimnisvollen Andeutungen von der Vollendung und der ewigen Zukunft bei Gott..
Das linke Fenster
Matth. 22, 3
"Er sandte seine Diener aus, die Geladenen zur Hochzeit zu rufen; aber diese wollten nicht kommen."
Rechts oben ein Bote, bei dem durch ein tiefes Fenster etwas von der Pracht des Festes aufleuchtet, zu dem er einlädt. Die Menschen, die der Einladung nicht folgen, sind in ein breites, dunkles Blau eingezeichnet ("Kinder der Finsternis"). Das Rad unten und die grünen Streifen (Ackerfurche? Wasser?) sind Zeichen irdischen Getriebes, in das die Menschen eingefangen sind. Ein Mann (roter Streifen – Liebe) spricht mit einer Frau (Lk. 14,20: "Ich habe mir ein Weib genommen und kann deshalb nicht kommen!").
Oben wenden sich zwei Menschen, die gerade verhandeln, nach dem einladenden Boten und dem Fenster um, das den Blick in die verheißene Herrlichkeit freigibt. Es wird aber nur bei einem flüchtigen Blick bleiben. Die panzerartige Bekleidung des einen verstärkt den Eindruck, dass bei ihnen das Wort der Frohbotschaft abprallt.
Die dicke Mauer beim Fenster macht deutlich, wie sehr all diese Menschen eingefangen, ja eingemauert sind in ihre unmittelbaren Interessen. Rechts unten steht schon ein Krieger, der drohend seine Hellebarde gegen sie hält (Matth. 22, 7: "Da wurde der König zornig und sandte seine Truppen aus.").
Das rechte Fenster
Lk. 14,21
"Da sprach der Hausherr zu seinem Diener: 'Geh schnell hinaus auf die Straßen und Gassen der Stadt und bring die Armen und Krüppel, die Blinden und Lahmen herein ...!"
Im zweiten Feld von unten sehen wir, wie sich diese Armen und Krüppel (Männer, Frauen und Kinder) zum Hochzeitssaal hindrängen.
Ein Diener nimmt sie in Empfang.
Unten sehen wir die Straßen der Stadt, von denen die Leute weggerufen wurden. Die verschiedensten Dinge und Geräte stehen noch herum: Spiegel, Gartenzaun, Pflug usw. Fast geisterhaft, wie alles in den menschenleeren Straßen herumliegt. Zeichen der Vergänglichkeit und Fragwürdigkeit der irdischen Geschäftigkeit.
Die oberen Felder des Fensters weisen auf die Höhe und Pracht der machtvollen Himmelsburg (=Bereich Gottes) hin, zu der wir eingeladen sind.
Quelle
FESTSCHRIFT
anläßlich
DER lOO-JAHR-FEIER
DER PFARRKIRCHE ST. LAURENTIUS
IN BOBENHEIM-ROXHEIM
Herausgeber:
Pfarrgemeinde St. Laurentius in Bobenheim-Roxheim
Redaktion/Verfasser:
Assmann, Rita
Brand, Rainer
Gräf, Lothar
Kernbach, Anni
Mathias, Tina
Walther, Günter
Weber, Angelika